# Fésű

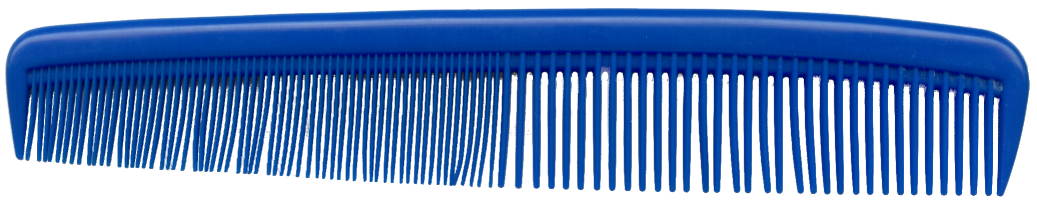
Műanyag fésű

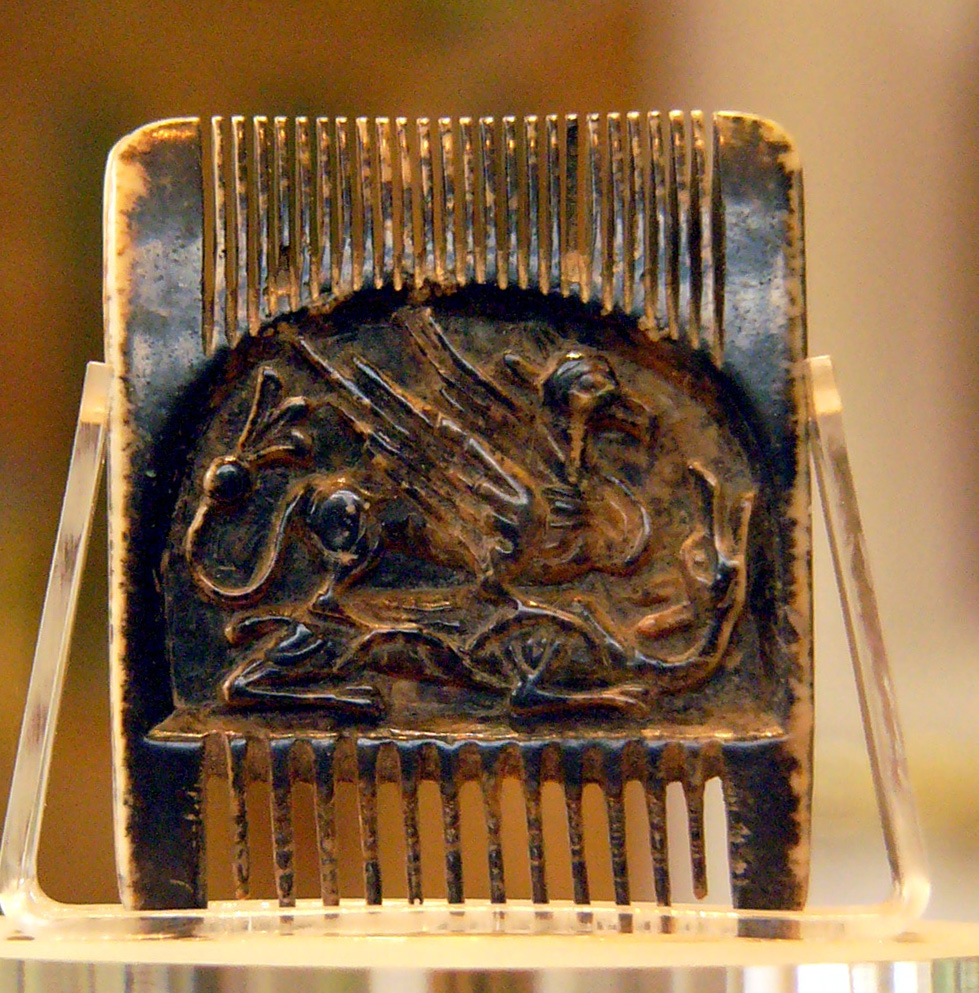
Normann szarufésű

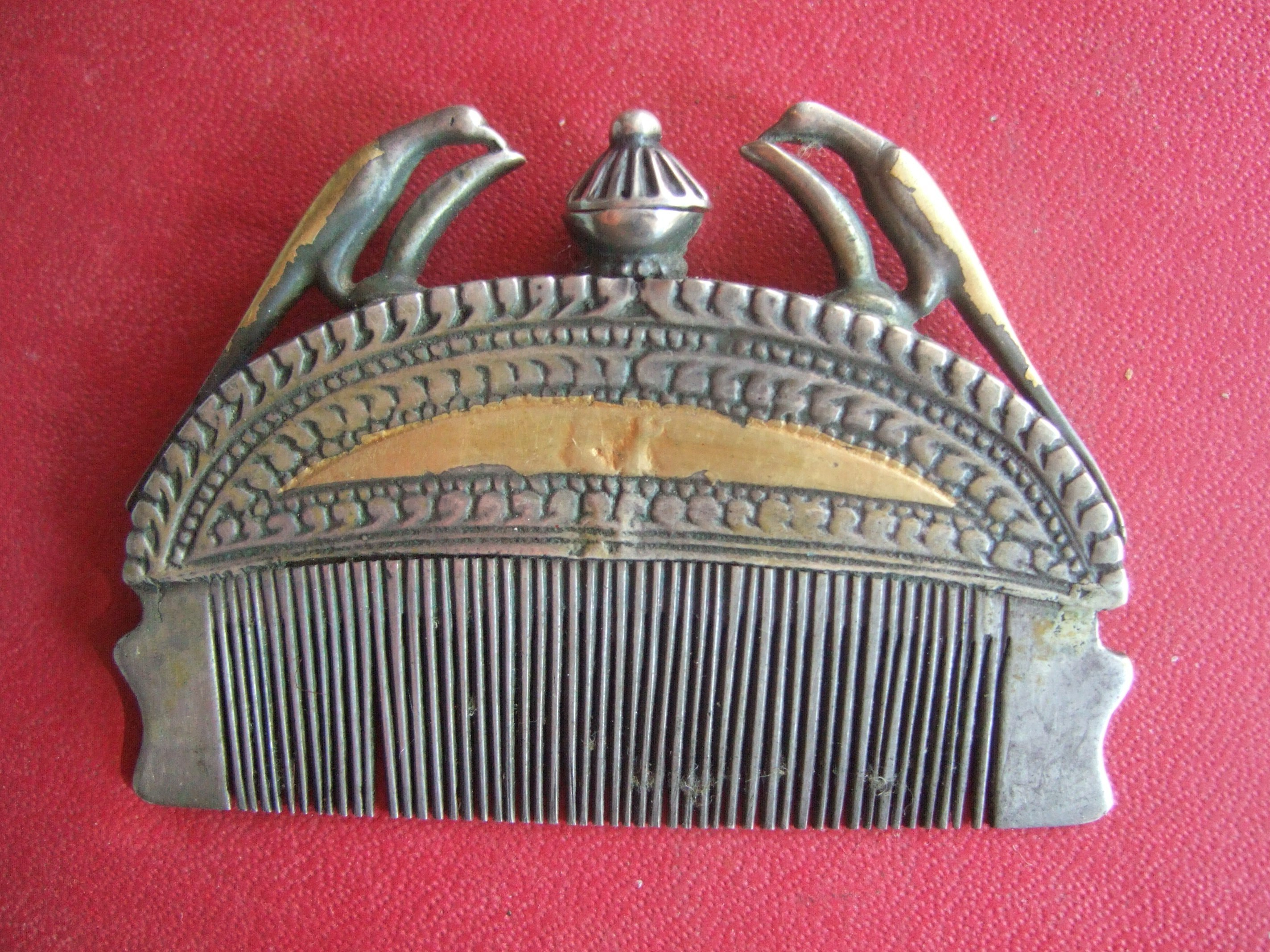
Indiai fém fésű

A fésű közönségesen a haj rendezésére szolgáló eszköz. Van sűrű fésű, melynek fogai sűrűn egymás mellé helyezettek, és bontó fésű, melynek fogai gyérebbek.
A fésű legközönségesebb anyaga a szaru, mégpedig leginkább az ökörszaru, jóllehet készítik azt más szaruból is. Újabb időben ökörpatát is használtak fésű készítésére, csakhogy olcsóbban állíthassák elő azt. Napjainkban gyakorta készül műanyagból. A legfinomabb fésű azonban teknősbéka- és elefántcsontból készül. Előbbi különösen női divatos fésű készítésére használtatik, míg utóbbiból inkább kisebb sűrű fésűket készítenek. Egy időben igen nagy vetélytársnak bizonyult a csontból készült fésű számára a kaucsuk fésű, mely egyrészt ruganyosságánál, másrészt pedig olcsóságánál fogva igen keresett cikket képezett. Nagyon kis mértékben készülnek fésűk fából is, - mégpedig a legolcsóbb minőségűek, mely célra juharfát, sőt körtefát is használnak. Fődolog e tekintetben a fa ruganyossága. A háziállatok tisztítására fémből is készítenek fésűt, melyek csak kemény szőrökre használhatók.

## Készítése
A fésű készítése oly módon történik, hogy a jelzett anyagokból előbb sima lapokat vágnak, vagy sajtolnak, illetőleg kaucsukból öntenek ki, melyeket azután megfelelően alakítva, azokba a fogakat vagy kifűrészelik, vagy kivágják. Ezt követi a fésű tisztítása és csinozása. Régebben Kínában úgy készítették, hogy minden egyes fogat külön dolgoztak ki és úgy illesztettek be a karimába. Ez igen nehézkes, lassú és drága eljárás volt, sőt ezek a készítmények nem is feleltek meg. A fésű készítése régebben házi- és kisipari úton történt, különösen ami a közönségeseket illeti. Ma azonban túlnyomó mértékben gyáripari cikk. Hazánkban 1900 táján csupán a szaru- és fafésűk készültek kizárólag kisipari úton, de ez is elenyésző csekély számban, úgy, hogy a hazai ipari termelésben tekintetbe sem jöhetett. A fésű elnevezés a szövőiparban is szerepel, t. i. a gyapjú-fésülőgépnél.

## A fésű prehisztorikai szempontból
Az őskori leletek közt három különféle formájú fésűt találunk, vannak egészen egyszerűek, melyeknek sima háta van, vannak olyanok, melyeknek háta fület vagy fogantyut képez s végül olyanok, melyeknek mind a két oldala fogazva van mint a mi sűrű fésűinké. Ez utóbbi csak késői, leginkább már vaskori és különösen római és népvándorláskori leletekben fordul elő. A legrégibb fésűk fából vagy csontból, tehát igen törékeny anyagból készülvén, nagyon könnyen tönkrementek és így nem csoda, hogy kevés maradt reánk a cölöpépítmények, terramárák s más szárazföldi őskori telepekben. Ugyanez okból nagyon nehéz kezdő korukat megállapítani. Legkorábban a neolit korban jelentkeznek ugyan, de ez éppen nem bizonyítja, hogy a paleolit kor nem ismerte őket, különösen ha tekintetbe vesszük, hogy ez utóbbinak végső szakasza igen jól értett a csontfaragáshoz. A fa- és csontfésűk az ősidőktől fogva mind a mai napig fennmaradtak. A bronzkor bronzfésűi közt különösen nagy számmal találunk lószerszámra alkalmazott diszítésnek és bizonyára a ló sörényének fésülésére is szolgáló fésűket.